# Década de 640
Séculos: (Século VI - Século VII - Século VIII)
Décadas: 590 600 610 620 630 - 640 - 650 660 670 680 690
Anos: 640 - 641 - 642 - 643 - 644 - 645 - 646 - 647 - 648 - 649